# 冴木琴美
冴木 琴美（さえき ことみ、1977年4月19日 - ）は、日本のAV女優。バンビプロモーション所属。
身長:150cm。スリーサイズ:B84(C)・W58・H83cm。

## 略歴・人物
2013年にデビューした熟女系のAV女優。

## 出演作品

### アダルトDVD
2013年
- 本物の素人人妻! 笑顔で決意アラフォー奥様AVデビュー（12月13日、アップス）※デビュー作

2014年
- 働くオンナ猟り vol.07 【西新宿の美脚OLたちをとことんハメ廻せ!!】 西新宿美脚OL編（1月1日、プレステージ）
- 復活!! 元祖マジックミラー号がイクっ!! 街行く可愛いシロウトお嬢さ〜ん!!女性の大敵!痴漢の撃退方法を教えます!が一転! まさかの痴漢被害者に!? シロウト女性をあの手この手で触りまくり!感度を上げてイカせまくる!! 2（1月9日、SODクリエイト）[要出典]
- クォーター若妻と肉食系SEX旅行（1月13日、オーロラプロジェクト）
- 発情期の人妻（1月15日、KIプランニング）※「横倉紗栄子」名義[要出典]
- 「中に出して…夫と子供には内緒」自宅で愚痴聞き屋に中出しセックスをせがむ美人人妻たち（1月24日、S級素人）　※「涼子」名義[要出典]
- 人妻たちの告白 浮気肉棒で悶える夫の知らない妻の顔 片桐真央 26歳（1月25日、豊彦企画）※「片桐真央」名義[要出典]
- 全国どスケベ素人ギャルをナンパして即ハメしちゃいました!! 2（2月28日、S級素人）[要出典]
- 人間観察ドキュメント　ネットで話題の個人レッスン出張サービス。を、行っている美人講師を強引にヤる。 06（3月1日、プレステージ）[要出典]
- 可愛い過ぎて話題!の36才美熟妻は息子の中出しオナホール（3月1日、ジェントルマン）
- 真正中出し輪姦パーティー（3月31日、モブスターズ）
- 媚薬を飲ませて虜にさせる エビ反りレズエステ盗撮 2（4月1日、変態紳士倶楽部）[要出典]
- 極楽悶絶スケベ椅子 2 究極の悶絶焦らしプレイ（4月25日、アロマ企画）
- 真正中出し輪姦パーティー（4月30日、モブスターズ）　※特典映像に出演
- オマ●コ露出ビデオ 琴美サン（5月1日、山と海）
- 「あなた変態な私を許して…。」 夫には内緒の玄関羞恥で欲情する奥さんをさらにダマして排卵日に中出し痴漢電車へ VOL.2（5月22日、コスモス映像）[要出典]
- 親友の母親 息子の友達に告白され、発情してしまったんです…（6月1日、エマニエル）
- 普段は地味でマジメな義母さんがもしもメガネを外したら…（6月13日、ヴィーナス）
- bijin-majo 28（6月25日、美人魔女）[要出典]
- お股のユルい美人奥さま田舎に多発中!! ほっこり田舎暮らしに憧れて移住した人妻は刺激に飢えている! 青姦中出しナンパ（7月4日、ドッグイア）
- 共働きのすれ違い生活で夫に構ってもらえない欲求不満の人妻看護師は性欲の溜まった入院患者の男と…（7月10日、DOC）
- 淫語中出しソープ 42（7月25日、AV Collector's）